# جيمس جوردن (لاعب كرة قدم أمريكية)
جيمس جوردن (بالإنجليزية: James Jordan)‏ هو لاعب كرة قدم أمريكية أمريكي، ولد في 11 يونيو 1978 في لوس أنجلوس في الولايات المتحدة.

## وصلات خارجية
- جيمس جوردن على موقع مرجع كرة القدم المحترفة.كوم (الإنجليزية)